# Z -ツェット-
『Z -ツェット-』は青池保子による漫画。長編『エロイカより愛をこめて』の外伝的作品。
『エロイカより愛をこめて』に登場するNATO情報部のエーベルバッハ少佐の部下で新人、コードネーム「Z（ツェット、Zのドイツ語読み）」を主人公に据えた作品。
2011年には『エロイカより愛をこめて』の連載スタートから35年となることを記念し『Z -ツェット- 完全版』が出版され、丸善丸の内本店（丸の内オアゾ内）でサイン会が開催された。

## 主な登場人物
Z（ツェット）
主人公。
訓練所で15週の研修を受けて少佐の下に配属された新人。「鉄は熱いうちに打て」が信条の少佐に厳しく育てられる。
クラウス・ハインツ・フォン・デム・エーベルバッハ少佐
「鉄のクラウス」と異名をとるNATO情報部の少佐。Zの上官。

## 各話

### I
『LaLa』（白泉社）1979年8月号掲載。
あらすじ
15週に渡る訓練所の研修を受けてきたばかりの新人Zは、オイルダラーの息子の1人を密かに警護する任を単独で任される。オイルダラーが東ドイツとの取り引きを中止したため、MfS（東ドイツの秘密警察・諜報機関）が息子を誘拐する虞が出てきたのだ。ただし、息子は数十人おり、Zが任された相手は本命ではなかった。

### II Die Frau aus der DDR
“DDRから来た女”。『LaLa』1980年6月号掲載。
あらすじ
エーベルバッハ少佐の下にデュッセルドルフの軍需産業「ハイデマン鉄鋼」の中堅技術者から1本のボルトが速達で郵送されてくる。その技術者は少佐がボルトを手にする直前に事故死し、ポケットには「エーベルバッハ少佐」と書かれた紙が入っていた。
死んだ技術者は夫婦で東ドイツからの亡命者であった。

### III Panzer March
“戦車行進曲”。『LaLa』1981年7月号掲載。
あらすじ
連邦情報局（BND）のハルトマンからエーベルバッハ少佐に個人的に依頼が持ち込まれる。依頼の内容はBND内部に潜む二重スパイの調査であった。

### IV Das Fräulein, die Z liebte
“Zが愛した女”。『LaLa』1982年10月号掲載。
あらすじ
ノルウェーで諜報任務中だったマイヤーが死体となって発見された。Zはマイヤーと同じ、低地ドイツ語を話すハノーファー出身ということで、マイヤーの弟を騙って、死体の受け取りとマイヤーが調査中だった情報を確認するためにノルウェーへと派遣される。
Zはノルウェーでマイヤーが恋人として、その実は情報を引き出すための道具として付き合っていたアネリーゼと出会う。

### V BLACK-OUT
“ブラックアウト”。『LaLa』1983年9月号掲載。
あらすじ
ジャギュアの改造機ジャギュアCCV-IIに関する軍事機密がMfSの手に渡った虞が出て来た。
在ドイツイギリス空軍基地駐在のDISにZは単独で派遣され、非協力的なDISや東側の諜報部員を相手に調査を行う。

### VI Das Rapsfeld
“セイヨウアブラナ”。『月刊MELODY』（白泉社）1999年8月号、9月号掲載
あらすじ

### Zの幸運
『LaLa』1984年10月号掲載。
あらすじ
Z以外の部下Aから部下Yがそろってアラスカ送りになっていた時期の話。しかも少佐までがデスクワークになっていた。
遅刻するわ、財布を落として昼食が抜きになるわ、その財布を少佐に拾われるわ、その度に少佐に怒鳴りつけられるわで散々な一日を過ごしたZだったが、ようやく新任務が決まり、少佐の奢りで夕食にありつけた事で全てが報われる。

### 暗号名は「ほんのジョーダン」
『別冊ララ』1984年冬の号掲載
エッセイ漫画。

## 書誌情報
- 『Z -ツェット-』 - 1981年、花とゆめコミックス（白泉社）
「I」「II」「III」を収録。
- 『Z -ツェット- 2』 - 1985年、花とゆめコミックス（白泉社）、ISBN 4-592-11733-6
「IV」「V」「Zの幸運」「暗号名は「ほんのジョーダン」」を収録。
- 『Z -ツェット-』 - 1987年、プリンセスコミックス エクセレント（秋田書店）、ISBN 4-253-14001-7
「I」「II」「III」「IV」「V」「Zの幸運」を収録。解説は和田慎二。
「IV」に大幅な加筆がされている。
- 『Z -ツェット-』 - 1995年、白泉社文庫（白泉社）、ISBN 4-592-88322-5
「I」「II」「III」「IV」「V」「Zの幸運」を収録。藤本由香里が解説「Z -おぼつかなさの魅力」を寄稿している。
- 『Z -ツェット-』 - 1999年、プリンセスコミックス デラックス（秋田書店）、ISBN 4-253-15371-2
「I」「II」「III」を収録。
- 『Z -ツェット- 2』 - 1999年、プリンセスコミックス デラックス（秋田書店）、ISBN 4-253-15372-0
「IV」「V」「Zの幸運」を収録。
- 『Z -ツェット- 完全版』 - 2011年、秋田書店、ISBN 978-4-253-10263-6
「I」「II」「III」「IV」「V」「VI」「Zの幸運」「暗号名は「ほんのジョーダン」」を収録。
この他、各話の巻頭カラーページを再現収録。雑誌掲載前の予告マンガ、巻末のインタビュー、ライナーノート、青池保子ロングインタビューを収録している。